# Allotrie de Blyth
Pteruthius aeralatus
Espèce
Statut de conservation UICN

 LC  : Préoccupation mineure
L'Allotrie de Blyth (Pteruthius aeralatus) ou allotrie siamoise, est une espèce de passereaux de la famille des Vireonidae.

## Répartition et sous-espèces
- P. a. ripleyi Biswas, 1960 — centre/ouest de l'Himalaya ;
- P. a. validirostris Koelz, 1951 — de l'est de l'Himalaya à l'ouest de la Birmanie ;
- P. a. ricketti Ogilvie-Grant, 1904 — sud de la Chine et nord de l'Indochine ;
- P. a. aeralatus Blyth, 1855 — de l'est de la Birmanie au Cambodge ;
- P. a. schauenseei Deignan, 1956 — nord de la péninsule Malaise ;
- P. a. cameranoi Salvadori, 1879 — monts de la péninsule Malaise et Sumatra ;
- P. a. robinsoni Chasen & Kloss, 1931 — montagnes de Bornéo ;
- P. a. annamensis Robinson & Kloss, 1919 — plateau du Lang Bian (en).